# MÁV V
Die MÁV V waren Güterzug-Schlepptenderlokomotiven der Ungarischen Staatsbahnen (MÁV).

## Geschichte
Wegen des geringeren zulässigen Achsdrucks auf ihren Nebenbahnen konnten die MÁV die Lokomotiven der Kategorie III dort nicht freizügig einsetzen.
Deshalb ließen sie etwas kleinere Maschinen als Kategorie V bauen.
Die ersten Maschinen dieser Bauserie wurden von Sigl in Wiener Neustadt gefertigt, einige stellte die Mödlinger Lokomotivfabrik während ihres kurzen Bestehens her, aber schon 1875 begann die Budapester Maschinenfabrik mit der Produktion dieser Fahrzeuge.
Im Vergleich zur Kategorie III hatten diese Fahrzeuge schon deutlich von den österreichischen Gepflogenheiten abweichende Dimensionen.
Man kann also bei der Kategorie V von den ersten wirklich ungarischen Lokomotiven sprechen.
Einige wenige Maschinen wurden auch in Arad gebaut.
Diverse ungarische Privatbahnen hatten diese Baureihe ebenfalls im Stand.
Dazu gehörten die Ungarische Ostbahn (Magyar Keleti Vasút, MKV), die Donau-Drau Eisenbahn (Duna-Drávai Vasut, DDV), die Ungarische Nordostbahn (Magyar Eszakkeleti Vasút, MEKV) und die TVHEV.
Alle Lokomotiven dieser Reihe kamen im Zuge von Verstaatlichungen zu den
Ungarischen Staatsbahnen.
In Summe besaßen die MÁV dann 50 Exemplare dieser Triebfahrzeuge, die sie als 5001–5050 einreihten.
Im Zuge von Umbauten erhielten sie die in Ungarn übliche lange Rauchkammer, wodurch sich auch die Gewichte marginal erhöhten.
Ab 1911 wurden sie mit 374,001–050 bezeichnet.